# Płazy bezogonowe
Płazy bezogonowe (Anura), potocznie żaby lub ropuchy – najliczniejszy i najbardziej rozpowszechniony rząd płazów, obejmujący w świecie ponad 7000 gatunków i cztery podrzędy, do których zalicza się ponad 50 rodzin, w tym również żyjące w Polsce: żabowate, ropuchowate, kumakowate, rzekotkowate i grzebiuszkowate.
Płazy bezogonowe odróżniają się od pozostałych przedstawicieli gromady brakiem ogona, sylwetką krępą, zwartą (brak form „wężopodobnych”) i silnymi skocznymi kończynami tylnymi. Głowa płazów bezogonowych jest zazwyczaj duża, zaopatrzona w bardzo szeroki otwór gębowy. Oczy są wypukłe, wystające; gałki oczne mogą być wciągane w głąb oczodołów. Oko płaza bezogonowego ma 3 powieki: górną przyrośnięta i nieruchomą, dolną i przejrzystą powiekę dolną, zwaną migotką. Kształt źrenicy jest cechą systematyczną gromady. Większość Anura ma źrenicę eliptyczną lub okrągłą. U niektórych źrenica może przyjmować kształt serca lub wąskiej pionowej szczeliny. Po bokach głowy samca występują rezonatory, uchyłki jamy gębowo-gardzielowej, które umożliwiają wydawanie dźwięków wabiących samice (granie, rechotanie).
Mimo że u większości płazów bezogonowych występuje zapłodnienie zewnętrzne, obserwuje się u nich akt kopulacji zwany ampleksusem. U większości Anura jest to pozycja niezbędna do złożenia jaj przez samicę i wyrzucenia nasienia do wody przez samca. Kształt „pakietów” skrzeku jest cechą charakterystyczną i ułatwia dość trudną identyfikację tych zwierząt.

## Szkielet
Szkielet płazów bezogonowych składa się z kręgosłupa, szkieletu kończyn i szkieletu czaszki.

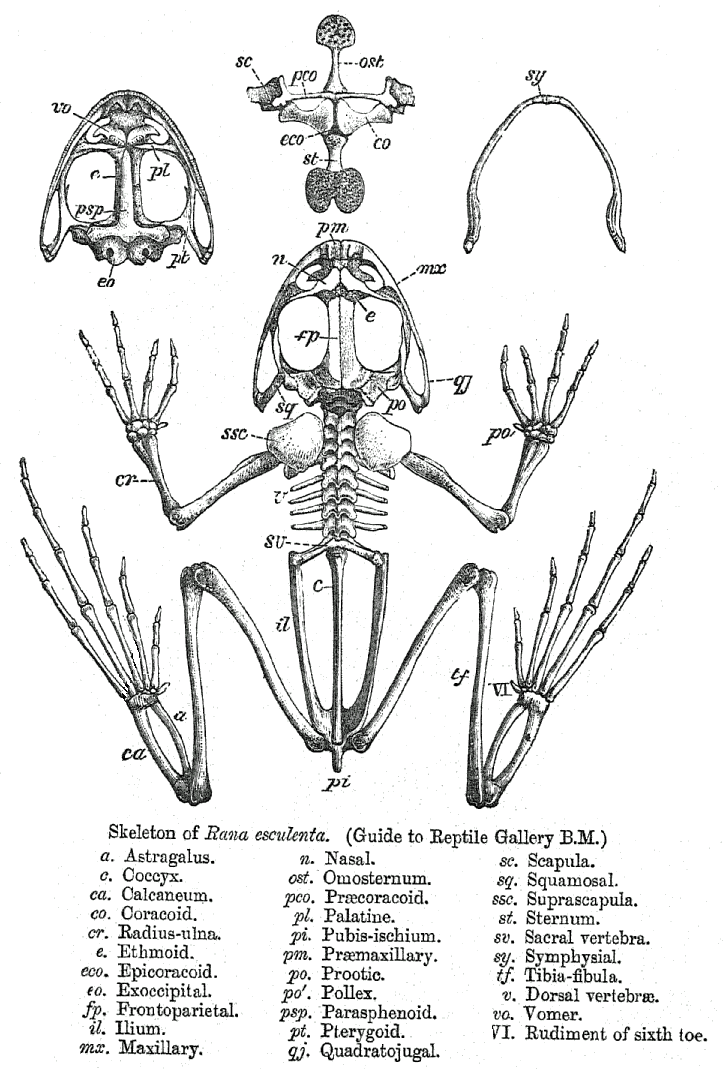
Szkielet żaby

### Kręgosłup
Kręgosłup składa się z dziewięciu kręgów i kości ogonowej. Pierwszy kręg nosi nazwę dźwigacza albo atlasu. Na kręgu tym osadzona jest czaszka. Dźwigacz ma z przodu specjalny wyrostek, który wchodzi między dwie wypukłości czaszki (kłykcie potyliczne). W każdym kręgu możemy wyróżnić trzon oraz łuk. Poza tym każdy kręg ma wyrostki. Między trzonem i łukiem znajduje się kanał kręgowy, przez który przechodzi część systemu nerwowego, zwana rdzeniem kręgowym.

### Szkielet kończyn
Szkielet nóg przednich składa się: z kości ramieniowej, kości przedramieniowej, kilku kości nadgarstka, kilku kości dłoni i czterech kości palców. Szkielet nóg przednich połączony jest z kręgosłupem przy pomocy pasa barkowego. Pas barkowy składa się z kilku kości; jedną z większych jest łopatka. W okolicy pasa barkowego po dolnej stronie ciała znajduje się złożony z kilku kości mostek. Szkielet nóg tylnych składa się: z kości udowej, kości przedudzia, kości stępu, złożonej najwyraźniej z dwóch zrośniętych ze sobą kości, z kilku kości stopy i kości pięciu palców.
Szkielet nóg tylnych połączony jest z kręgosłupem poprzez pas miednicowy, który składa się z kości biodrowej, ogonowej i kulszowej. Szkielet kończyny składa się z kości udowej i piszczelowej oraz kości stopy.

### Czaszka
Czaszka płazów bezogonowych składa się z kilku kości. W tyle czaszki znajduje się duży otwór potyliczny, przez który mózg łączy się z rdzeniem kręgowym. Otwór ten otoczony jest dwiema kośćmi potylicznymi. Ku przodowi od otworu potylicznego znajdują się dwie wielkie kości czołowociemieniowe, dalej kości nosowe, przedszczękowe, szczękowe i skrzydłowe.

## Systematyka
Rodziny współcześnie żyjących płazów bezogonowych:

- Allophrynidae J. Goin, O.B. Goin & Zug, 1978
- Alsodidae Mivart, 1869
- Alytidae Fitzinger, 1843 – ropuszkowate
- Aromobatidae Grant, Frost, Caldwell, Gagliardo, Haddad, Kok, Means, Noonan, Schargel & Wheeler, 2006
- Arthroleptidae Mivart, 1869 – artroleptowate
- Ascaphidae Fejérváry, 1923 – ogończakowate
- Batrachylidae Gallardo, 1965
- Bombinatoridae Gray, 1825 – kumakowate
- Brachycephalidae Günther, 1858
- Brevicipitidae Bonaparte, 1850
- Bufonidae Gray, 1825 – ropuchowate
- Caligophrynidae Fouquet, Kok, Recoder, Prates, Camacho, Marques-Souza, Ghellere, McDiarmid & Rodrigues, 2023 – jedynym przedstawicielem jest Caligophryne doylei Fouquet, Kok, Recoder, Prates, Camacho, Marques-Souza, Ghellere, McDiarmid & Rodrigues, 2023
- Calyptocephalellidae Reig, 1960
- Centrolenidae Taylor, 1951 – szklenicowate, żaby szklane
- Ceratobatrachidae Boulenger, 1884
- Ceratophryidae Tschudi, 1838
- Ceuthomantidae Heinicke, Duellman, Trueb, Means, MacCulloch & Hedges, 2009
- Conrauidae Dubois, 1992 – rodzaj Conraua to jedyny przedstawiciel rodziny
- Craugastoridae Hedges, Duellman & Heinicke, 2008
- Cycloramphidae Bonaparte, 1850
- Dendrobatidae Cope, 1865 (1850) – drzewołazowate
- Dicroglossidae Anderson, 1871
- Eleutherodactylidae Lutz, 1954
- Heleophrynidae Noble, 1931 – straszakowate
- Hemiphractidae Peters, 1862
- Hemisotidae Cope, 1867 – prosiakowate
- Hylidae Rafinesque, 1815 – rzekotkowate
- Hylodidae Günther, 1858
- Hyperoliidae Laurent, 1943 – sitówkowate
- Leiopelmatidae Mivart, 1869 – liopelmowate
- Leptodactylidae Werner, 1896 (1838) – świstkowate
- Limnodynastidae Lynch, 1969
- Mantellidae Laurent, 1946 – mantellowate
- Megophryidae Bonaparte, 1850
- Micrixalidae Dubois, Ohler & Biju, 2001
- Microhylidae Günther, 1858 (1843) – wąskopyskowate
- Myobatrachidae Schlegel, 1850 – żółwinkowate
- Nasikabatrachidae Biju & Bossuyt, 2003
- Neblinaphrynidae Fouquet, Kok, Recoder, Prates, Camacho, Marques-Souza, Ghellere, McDiarmid & Rodrigues, 2023
- Nyctibatrachidae Blommers-Schlösser, 1993
- Odontobatrachidae Barej, Schmitz, Günther, Loader, Mahlow & Rödel, 2014
- Odontophrynidae Lynch, 1969
- Pelobatidae Bonaparte, 1850 – grzebiuszkowate
- Pelodytidae Bonaparte, 1850 – nurzańcowate
- Petropedetidae Noble, 1931
- Phrynobatrachidae Laurent, 1941
- Pipidae Gray, 1825 – grzbietorodowate
- Ptychadenidae Dubois, 1987
- Pyxicephalidae Bonaparte, 1850
- Ranidae Batsch, 1796 – żabowate
- Ranixalidae Dubois, 1987
- Rhacophoridae Hoffman, 1932 (1858) – nogolotkowate, żaby latające
- Rhinodermatidae Bonaparte, 1850 – gardłorodowate
- Rhinophrynidae Günther, 1858 – nosatkowate
- Scaphiopodidae Cope, 1865
- Sooglossidae Noble, 1931 – seszelkowate
- Telmatobiidae Fitzinger, 1843

Wymienione rodziny klasyfikuje się w podrzędach. Starsze klasyfikacje wyróżniają cztery:
- Archaeobatrachia
- Pelobatoidea
- Pipoidea
- Neobatrachia,

a nowsze – trzy podrzędy:
- Archaeobatrachia
- Mesobatrachia
- Neobatrachia